# Adelaide João
Adelaide João, nome artístico de Maria da Glória Silva (Lisboa, 27 de Julho de 1921 - Lisboa, 3 de Fevereiro de 2021), foi uma actriz portuguesa.
Inspirou-se nos dois primeiros nomes da mãe e do pai para criar o nome profissional.

## Biografia
Começou como actriz amadora no grupo de teatro da Philips, dirigida por Gonçalves de Castro, pai do ator Morais e Castro.
O primeiro trabalho profissional que desempenhou como actriz foi enquanto integrante do elenco do filme "Fim de semana em Madrid", do realizador Artur Ramos, nos anos de 1950.
Frequentou o Conservatório Nacional.  A sua prestação em algumas peças justificou a atribuição de uma bolsa de estudo da Fundação Calouste Gulbenkian para estudar em França. Em 1962 vai para Paris onde frequenta o Cours Simon, o Cours Mimique, de Jacques Lecoq e o Cours Yves Fouret. Chegou, inclusive, a trabalhar com várias companhias francesas de teatro, das quais a Raymon Rouleau, no Théâtre de Montparnasse, e a companhia do Théâtre Sarah Bernhardt, já com carteira de atriz profissional em França. Com efeito, em entrevista para o canal televisivo RTP1, viria a confirmar que chegou até a integrar a trupe de uma companhia de teatro dirigida por Ingrid Bergman.
O seu talento levou-a a ser convidada pelo realizador Artur Ramos para fazer televisão, estreia-se assim como actriz de televisão (RTP) em Fim de Semana em Madrid (1960). Na RTP fez peças como A Intrusa (1960), do dramaturgo belga Maurice Maeterlinck; A Castro (1961), de de António Ferreira; e Eva e Madalena (1962), de Ângelo César.
Em 1961 fez a peça O Consultório no Teatro Nacional D. Maria II.
Em 1962 participou na peça A Rapariga do Bar no Teatro da Trindade (Companhia Nacional de Teatro).
Ainda em 1962, partiu para Paris para estudar teatro, sendo-lhe atribuída uma bolsa de estudo pela Fundação Calouste Gulbenkian. Trabalhou em várias companhias teatrais francesas.
Em 1965 regressou a Portugal, voltou à televisão e integrou o elenco da Companhia do Teatro Estúdio de Lisboa (dirigida por Helena Félix e Luzia Maria Martins).
Nos anos seguintes integrou a Companhia do Teatro Experimental de Cascais, Teatro Maria Matos, Casa da Comédia, Empresa Vasco Morgado ou Teatro o Bando.
Também chegou a trabalhar com várias companhias de teatro independentes, das quais se contam "A Comuna", a "Teatro da Cornucópia", os "Bonecreiros" e  "A Barraca".
Na televisão fez várias séries, telenovelas, telefilmes e teleteatro. Participa nas primeiras telenovelas portuguesas: Vila Faia (1982), Origens (1983), Chuva na Areia (1985) e Palavras Cruzadas (1987). Em séries como Histórias Simples da Gente Cá do Meu Bairro (1965), Sete Pecados Mortais (1966), Xailes Negros (1986), Cobardias (1988), A Árvore (1991), Débora (1998), A Loja do Camilo (2000), Os Batanetes (2004), Aqui Não Há Quem Viva (2007), Um Lugar Para Viver (2009) e novelas como Nunca Digas Adeus (2001) ou Tudo por Amor (2002).
Em 2017 recebeu o prémio Sophia Carreira.
Teve papel relevante no grupo Teatro o Bando. Participou num grande número de filmes (portugueses e franceses), trabalhando com realizadores tão diversos como Ernesto de Sousa, José Fonseca e Costa, Manoel de Oliveira, Fernando Lopes, Ricardo Costa, entre outros.
Encontra-se arrolada ao elenco do filme "Angola Momentos Kodak", de Rui Goulart, de 2018.
Morreu em 3 de fevereiro de 2021, aos 99 anos de idade, vítima de complicações associadas à COVID-19 durante a pandemia de COVID-19 em Portugal, na Casa do Artista, onde residia. A actriz foi cremada em 12 de fevereiro, no Cemitério dos Olivais, em Lisboa.

## Televisão
| Ano       | Trabalho                                    | Personagem                  | Canal | Notas        |
| --------- | ------------------------------------------- | --------------------------- | ----- | ------------ |
| 1960      | Fim de Semana em Madrid                     |                             | RTP   | Teleteatro   |
| 1960      | A Intrusa                                   |                             | RTP   | Teleteatro   |
| 1961      | A Castro                                    |                             | RTP   | Teleteatro   |
| 1962      | O Bilhete de Lotaria                        |                             | RTP   | Teleteatro   |
| 1962      | Muro Alto                                   |                             | RTP   | Teleteatro   |
| 1962      | O Segredo dos Springfield                   |                             | RTP   | Teleteatro   |
| 1962      | Apito e Casas Pequenas                      |                             | RTP   | Teleteatro   |
| 1962      | O Moinho Eterno                             | Telefonista                 | RTP   | Teleteatro   |
| 1962      | Eva e Madalena                              |                             | RTP   | Teleteatro   |
| 1965      | Histórias Simples da Gente Cá do Meu Bairro | Cliente                     | RTP   | Série        |
| 1965      | Quatro Corações Com Travão e Marcha Atrás   |                             | RTP   | Teleteatro   |
| 1966      | Não se Pode Ter Tudo                        |                             | RTP   | Teleteatro   |
| 1966      | A Bela Doroteia                             |                             | RTP   | Teleteatro   |
| 1966      | O Mundo Maravilhoso de Tony Lockwood        |                             | RTP   | Teleteatro   |
| 1966      | Sete Pecados Mortais                        |                             | RTP   | Série        |
| 1966      | O Viajante Sem Bagagem                      |                             | RTP   | Teleteatro   |
| 1967      | Ementa Italiana                             |                             | RTP   | Teleteatro   |
| 1967      | O Sr. Aurélio                               |                             | RTP   | Teleteatro   |
| 1967      | A Pérola                                    |                             | RTP   | Teleteatro   |
| 1967      | Hora de Luz                                 |                             | RTP   | Teleteatro   |
| 1967      | O Fantasma de Canterville                   |                             | RTP   | Teleteatro   |
| 1968      | A Sapateira Prodigiosa                      | Vizinha                     | RTP   | Teleteatro   |
| 1970      | O Fidalgo Aprendiz                          | Comadre                     | RTP   | Teleteatro   |
| 1970      | A Visita                                    | [ 19 ]                      | RTP   | Teleteatro   |
| 1970      | A Castro                                    | Constança                   | RTP   | Teleteatro   |
| 1971      | A Vida do Grande D. Quixote                 | Mulher                      | RTP   | Teleteatro   |
| 1975      | Schweik na Segunda Guerra Mundial           | Mulher                      | RTP   | Teleteatro   |
| 1976      | Alves e Companhia                           |                             | RTP   | Teleteatro   |
| 1978      | Ivone, a Faz Tudo                           | Rosa                        | RTP   |              |
| 1978      | O Galos e as Gajas                          |                             | RTP   |              |
| 1978      | Amor de Perdição: Memórias de uma Família   | Freira                      | RTP   |              |
| 1979      | Zé Gato                                     | Passageira do Táxi          | RTP   | Participação |
| 1980      | Retalhos da Vida de um Médico               | Maria Cândida Henriques     | RTP   | Participação |
| 1980      | Eu Show Nico                                | Várias Personagens          | RTP   |              |
| 1981      | Gervásio não vai ao Ginásio                 |                             | RTP   |              |
| 1982      | Vila Faia                                   | Maria Ercília Palmeira      | RTP   | Telenovela   |
| 1983      | Origens                                     | Hermínia                    | RTP   | Telenovela   |
| 1984      | Fim de Século                               | Juvendida Magalhães         | RTP   | Mini-série   |
| 1985      | Chuva na Areia                              | Maria Vidinha               | RTP   | Telenovela   |
| 1986      | Xailes Negros                               | Rosário                     | RTP   |              |
| 1986      | Ora Agora Conto Eu...                       | Narradora                   | RTP   |              |
| 1987      | Palavras Cruzadas                           | Angelina                    | RTP   |              |
| 1987      | Cacau da Ribeira                            | Maria José (Zézinha)        | RTP   |              |
| 1987      | A Relíquia                                  |                             | RTP   |              |
| 1987      | Cobardias                                   |                             | RTP   |              |
| 1988      | A Mala de Cartão                            | Isaura                      | RTP   |              |
| 1988      | Conto de Natal                              |                             | RTP   |              |
| 1989      | Luísa e os Outros                           |                             | RTP   | Telefilme    |
| 1989      | Crime à Portuguesa                          |                             | RTP   | Participação |
| 1989      | Caixa Alta                                  | Alda                        | RTP   |              |
| 1990      | Ricardina e Marta                           | Madre                       | RTP   |              |
| 1990      | O Cacilheiro do Amor                        |                             | RTP   |              |
| 1990      | Nem o Pai Morre nem a Gente Almoça          | Clotilde                    | RTP   | Participação |
| 1990      | A Morgadinha dos Canaviais                  | Brízida                     | RTP   |              |
| 1991      | Um Amor Feliz                               | Sogra                       | RTP   |              |
| 1991      | Histórias Fantásticas                       |                             | RTP   | Participação |
| 1991      | A Árvore                                    |                             | RTP   |              |
| 1991      | Claxon                                      | Tia                         | RTP   |              |
| 1992      | Apanhados                                   | Várias personagens          | RTP   |              |
| 1992      | Aqui D'El Rei!                              | Alcoviteira                 | RTP   |              |
| 1994      | O Rosto da Europa                           | Mulher                      | RTP   | Participação |
| 1994      | A Mulher do Senhor Ministro                 | Almerinda                   | RTP   |              |
| 1994      | Sozinhos em Casa                            | Florência                   | RTP   |              |
| 1994      | Desculpem Qualquer Coisinha                 | Etelvina                    | RTP   |              |
| 1994/1996 | Nico D'Obra                                 | Sra. Mendes                 | RTP   |              |
| 1996      | Nós os Ricos                                | Sissi                       | RTP   | Participação |
| 1997      | Antenas no Ar                               | Várias Personagens          | RTP   |              |
| 1997      | Polícias                                    | Proprietária da Loja        | RTP   | Participação |
| 1998      | Não Há Duas Sem Três                        | Mãe de Lina                 | RTP   | Participação |
| 1998      | Débora                                      | Engrácia                    | RTP   |              |
| 1999      | Major Alvega                                | Avó                         | RTP   | Participação |
| 1999      | Esquadra de Polícia                         | Elvira                      | RTP   | Participação |
| 2000      | A Loja do Camilo                            | Escolástica                 | SIC   | Participação |
| 2000      | Médico de Família                           |                             | SIC   | Participação |
| 2000      | Jornalistas                                 | Cacilda                     | SIC   | Participação |
| 2000      | A Raia dos Medos                            |                             | RTP   | Participação |
| 2000      | O Fura-Vidas                                | Carolina                    | SIC   | Participação |
| 2000      | Alta Fidelidade                             | Augusta                     | SIC   | Telefilme    |
| 2001      | Olhos de Água                               | Maria de Lurdes (Ti Lurdes) | TVI   |              |
| 2001      | Sábado à Noite                              |                             | RTP   |              |
| 2001      | Nunca Digas Adeus                           |                             | TVI   |              |
| 2001      | O Espírito da Lei                           | Senhora Idosa               | SIC   | Participação |
| 2002      | Gente Feliz com Lágrimas                    | Madre Superior              | RTP   |              |
| 2002      | A Minha Sogra é uma Bruxa                   | Tia Genoveva                | RTP   | Participação |
| 2002      | Cuidado com as Aparências                   |                             | SIC   | Participação |
| 2002      | Fábrica das Anedotas                        |                             | RTP   | Participação |
| 2002      | Anjo Selvagem                               | Elvira                      | TVI   |              |
| 2002-2003 | Tudo Por Amor                               | Francisca (Francisquinha)   | TVI   |              |
| 2003      | Coração Malandro                            | Arminda                     | TVI   |              |
| 2004      | Inspector Max                               | Antónia                     | TVI   | Participação |
| 2004-2005 | Os Batanetes                                | Deolinda                    | TVI   |              |
| 2005      | Clube das Chaves                            | Heloísa                     | TVI   | Participação |
| 2006      | Aqui Não Há Quem Viva                       | Amparo                      | SIC   | Participação |
| 2007      | Floribella                                  | Frida                       | SIC   |              |
| 2008      | A Outra                                     | Salomé                      | TVI   |              |
| 2008      | Casos da Vida                               | Ercília Santos              | TVI   |              |
| 2008      | Feitiço de Amor                             |                             | TVI   |              |
| 2008      | Liberdade 21                                | Clotilde                    | RTP   |              |
| 2009      | Conta-me Como Foi                           | Amiga de Vitória            | RTP   |              |
| 2009      | Um Lugar Para Viver                         | Gracinda Pereira            | RTP   |              |
| 2014      | The Coffee Shop Series                      | Senhora no Café             | RTP   |              |

## Cinema
- Angola Momentos Kodak (2018)[7]
- Nascido em Angola (2017)
- Os Gatos Não Têm Vertigens (2014)[15]
- A Última Dança (curta-metragem) (2011)[5]
- Um Funeral à Chuva (2010)
- Não… Estou de Passagem (2007)
- 1ª Vez 16mm (2007)
- Os Meus Espelhos (2005)
- Se Podes Olhar Vê. Se Podes Ver Repara (2004)
- A Mulher que Acreditava Ser Presidente dos Estados Unidos da América (2003)[5]
- Telefona-me! (2000)
- Peixe-Lua (2000)
- A Falha (2000)
- Fotoquic (2000)
- Det bli'r i familien (1994)
- A Estrela (1994)
- O Fio do Horizonte (1993)
- O Luto de Electra (1992)
- O Fim do Mundo (1992)
- Piano panier (1990)
- O Processo do Rei (1990)[15]
- Encontro em Lisboa (1990)
- A Maldição de Marialva (1990)
- Il Giovane Toscanini (1988)
- Les Mendiants
- O Bobo (1987)
- Police des moeurs (1987)
- Repórter X (1987)
- O Vestido Cor de Fogo (1986)
- Exit-exil (1986)
- Moura Encantada (1985)
- Le Cercle des passions
- Les Trois couronnes du matelot (1983)
- Sem Sombra de Pecado (1983)
- Mãe Genovena (1983)
- Terra Nova, Mar Velho (1983)
- Fürchte dich nicht, Jakob! (1982)
- A Vida É Bela?! (1982)
- Francisca (1981)
- Oxalá (1981)
- A Culpa (1980)
- A Santa Aliança (1980)
- Manhã Submersa (1980)[15]
- O Príncipe com Orelhas de Burro (1980)
- Verde por Fora, Vermelho por Dentro (1980)
- Amor de Perdição  (1979)
- Nós Por Cá Todos Bem (1978)
- Antes do Adeus (1977)
- A Cama (1975)
- Lerpar (1975)
- O Princípio da Sabedoria (1975)
- Meus Amigos (1974)
- Portugal… Minha Saudade (1973)
- Pedro Só (1972)
- O Recado (1972)
- O Diabo Era Outro (1969)
- As Deambulações do Mensageiro Alado (1969)
- O Peixinho Vermelho (1967)
- Dom Roberto (1962)

## Teatro
| Ano  | Peça                                                           | Teatro/Companhia                              | Notas         |
| ---- | -------------------------------------------------------------- | --------------------------------------------- | ------------- |
| 1961 | O Consultório                                                  | Teatro Nacional D. Maria II                   | [ 9 ]         |
| 1962 | A Rapariga do Bar                                              | Teatro da Trindade                            | [ 10 ]        |
| 1965 | O Pomar das Cerejeiras                                         | Teatro Estúdio de Lisboa/Teatro Vasco Santana | [ 22 ]        |
| 1965 | Ela, Ele e os Complexos                                        | Teatro Estúdio de Lisboa/Teatro Vasco Santana | [ 22 ]        |
| 1965 | Mesas Separadas                                                | Teatro Estúdio de Lisboa/Teatro Vasco Santana | [ 22 ]        |
| 1965 | Tomás More                                                     | Teatro Estúdio de Lisboa/Teatro Vasco Santana | [ 22 ]        |
| 1966 | Pobre Bitô                                                     | Teatro Estúdio de Lisboa/Teatro Vasco Santana | [ 22 ]        |
| 1966 | A Meio da Ponte                                                | Teatro Estúdio de Lisboa/Teatro Vasco Santana | [ 22 ]        |
| 1966 | A Família Sam                                                  | Teatro Estúdio de Lisboa/Teatro Vasco Santana | [ 22 ]        |
| 1967 | Bocage - Alma Sem Mundo                                        | Teatro Estúdio de Lisboa/Teatro Vasco Santana | [ 22 ]        |
| 1967 | A Nossa Cidade                                                 | Teatro Estúdio de Lisboa/Teatro Vasco Santana | [ 23 ]        |
| 1968 | A Louca de Chaillot                                            | Teatro Estúdio de Lisboa/Teatro Vasco Santana | [ 24 ]        |
| 1969 | Tombo no Inferno                                               | Teatro Maria Matos                            | [ 25 ]        |
| 1970 | A Relíquia                                                     | Teatro Maria Matos                            | [ 26 ]        |
| 1970 | O Inocente                                                     | Teatro Maria Matos                            | [ 27 ]        |
| 1971 | Batôn                                                          | Companhia de Teatro Popular (Estufa Fria)     | [ 28 ]        |
| 1971 | Sinfonieta                                                     | Teatro Experimental de Cascais                | [ 29 ]        |
| 1971 | Acto Sem Palavras                                              | Teatro Experimental de Cascais                | [ 30 ]        |
| 1972 | Auto D'El-Rei Seleuco                                          | Teatro Experimental de Cascais                | [ 31 ] [ 32 ] |
| 1972 | Auto dos Anfitriões                                            | Teatro Experimental de Cascais                | [ 33 ]        |
| 1973 | O Príncipe e a Corista                                         | Teatro Laura Alves                            | [ 34 ]        |
| 1974 | Platonov                                                       | Teatro Maria Matos                            |               |
| 1974 | Morte de um Caixeiro Viajante                                  | Teatro Maria Matos                            | [ 35 ]        |
| 1974 | Português, Escritor, 45 anos de Idade                          | Teatro Maria Matos                            |               |
| 1975 | Seara de Vento                                                 | Teatro Maria Matos                            |               |
| 1975 | Legenda do Cidadão Miguel Lino                                 | Teatro Maria Matos                            |               |
| 1975 | Schweyk na Segunda Guerra Mundial                              | Teatro Maria Matos                            |               |
| 1976 | Histórias de fidalgotes e alcoviteiras, pastores e judeus(...) | Teatro A Barraca                              |               |
| 1977 | Casimiro e Carolina                                            | Teatro da Cornucópia                          | [ 36 ]        |
| 1977 | Os Retratos                                                    | Teatro Os Bonecreiros                         | [ 37 ]        |
| 1977 | A Estratégia do Cinismo                                        | Teatro Os Bonecreiros                         |               |
| 1978 | O Eden Cinema                                                  | Teatro Os Cómicos                             |               |
| 1979 | Fastudo! Faz-tudo!! Faz tudo!!!                                | Casa da Comédia                               |               |
| 1980 | Eu Sou a Avó dos Beatles                                       | Casa da Comédia                               |               |
| 1980 | A Paixão Segundo Pier Paolo Pasolini                           | Casa da Comédia                               |               |
| 1982 | As Taradas                                                     | Teatro Monumental                             |               |
| 1984 | Tudo Acabado                                                   | Teatro Estúdio de Lisboa/Teatro Vasco Santana | [ 38 ]        |
| 1984 | A Feira da Gente                                               | Espaço - Pintado de Fresco                    | [ 39 ]        |
| 1984 | Quando a Banda Tocar                                           | Teatro Estúdio de Lisboa/Teatro Vasco Santana | [ 40 ]        |
| 1985 | Último Acto                                                    | Teatro Estúdio de Lisboa/Teatro Vasco Santana | [ 41 ]        |
| 1986 | George Dandin                                                  | Companhia de Teatro de Almada                 |               |
| 1987 | Lendas de Amor e Morte - Sotoba Komachi                        | Teatro Ibérico                                |               |
| 1988 | Calcinhas Amarelas                                             | Teatro Variedades                             | [ 42 ]        |
| 1990 | Terceira Margem                                                | Teatro O Bando                                | [ 43 ]        |
| 1990 | Bichos                                                         | Teatro O Bando                                | [ 44 ]        |
| 1991 | Viviriato                                                      | Teatro O Bando                                | [ 45 ]        |
| 1992 | Da Vida dos Pássaros                                           | Teatro O Bando                                | [ 46 ]        |
| 1992 | Borda D'Água                                                   | Teatro O Bando                                | [ 47 ]        |
| 1993 | Gente Singular                                                 | Teatro O Bando                                | [ 48 ]        |
| 1994 | Esta Noite                                                     | Teatro O Bando                                | [ 49 ]        |
| 1995 | Mão Cheia de Nada                                              | Teatro O Bando                                | [ 50 ]        |
| 1996 | A Tragicomédia de Dom Duardos                                  | Teatro Nacional São João                      |               |
| 1997 | Hotel Savoy                                                    | Teatro da Garagem                             |               |
| 1998 | O Tartufo ou O Impostor                                        | Companhia de Teatro de Braga                  | [ 51 ]        |
| 1999 | De um Lado Oculto                                              | Teatro O Bando                                | [ 52 ]        |
| 1999 | A Porca                                                        | Teatro O Bando                                | [ 53 ]        |
| 2000 | Merlim                                                         | Teatro O Bando                                | [ 54 ]        |
| 2003 | Os Anjos                                                       | Teatro O Bando                                | [ 4 ]         |
| 2004 | Ensaio Sobre a Cegueira                                        | Teatro O Bando                                | [ 55 ]        |
| 2006 | Sobreviver                                                     | Teatro São Luiz (Companhia Sensurround)       |               |
| 2009 | O Crucificado                                                  | [ 56 ]                                        |               |

- Em atualização... (lista muito incompleta)

## Rádio - Teatro Radiofónico
- 1967 - História e Mensagem de Fátima (folhetim)[57]
- 1968 - Dois Caminhos (folhetim)
- 1968 - A Fidalga da Balsemão (folhetim)
- 1970 - Capitão dos Mares (folhetim)
- 1970 - O Impostor[58]
- 1972 - Amar os Outros (folhetim)
- 1972 - História de Amor (folhetim)
- 1972 - D. João II (folhetim)
- 1973 - A Herdade Florida (folhetim)
- 1973 - Iaiá Garcia (folhetim)
- 1974 - Jane Eyre (folhetim)
- 1974 - O Burlador de Sevilha[59]
- 1975 - Angústia Para o Jantar[60]
- 1976 - Muro Branco (folhetim)
- 1976 - As Minas de San Francisco (folhetim)[61]
- 1978 - Antígona[62]
- 1978 - Os Fidalgos da Casa Mourisca (folhetim)
- 1981 - O Monge de Cister (folhetim)
- 1987 - A Casa de Bernarda Alba[63]
- 1992 - O Gato Gatão[64]
- 1992 - O Lugar do Frio[65]

...
Lista incompleta

## Publicidade
- Tide (1996)